# Red Deer
Red Deer ist eine Stadt (Gemeindestatus einer City) in Alberta (Kanada) und liegt am namensgebenden Red Deer River. Sie liegt in der Aspen Parkland Region zwischen Calgary und Edmonton, am nördlichen Ende des Palliser-Dreiecks. Mit 100.418 Einwohnern ist sie hinter Calgary und Edmonton die drittgrößte Stadt der Provinz Alberta. Wirtschaftliches Rückgrat der Stadt sind Erdölgewinnung und Agrarindustrie. Die Gegend um die Stadt ist wichtiges Zentrum für die petrochemische Industrie.

## Demographie
Der Zensus im Jahr 2016 ergab für die Gemeinde eine Bevölkerungszahl von 100.418 Einwohnern, nachdem der Zensus im Jahr 2011 für die Gemeinde ebenfalls eine Bevölkerungszahl von 90.564 Einwohnern ergab. Die Bevölkerung hat dabei im Vergleich zum letzten Zensus im Jahr 2011 leicht unterdurchschnittlich um 10,9 % zugenommen, während der Provinzdurchschnitt bei einer Bevölkerungszunahme von 11,6 % lag. Im Zensuszeitraum 2006 bis 2011 hatte die Einwohnerzahl in der Gemeinde um 8,9 % zugenommen, während sie im Provinzdurchschnitt um 10,8 % zunahm.

## Verkehr
Verkehrstechnisch wird die Stadt durch verschiedene Highways erschlossen. In Nord-Süd-Richtung wird Red Deer durch den Alberta Highway 2 mit Calgary im Süden und Edmonton im Norden verbunden. Durch die Lage am Highway 2 liegt die Stadt auch am CANAMEX Corridor. Der Alberta Highway 11 verbinden die Gemeinde nach Osten mit Rocky Mountain House und nach Westen stellt er die Anbindung an den Alberta Highway 12 da. Weiterhin haben der Alberta Highway 2A und der Alberta Highway 11A hier ihren Anfang bzw. ihr Ende.
Der Highway 2A verbindet die Gemeinde auch mit dem südwestlich gelegenen lokalen Flughafen, dem Red Deer Regional Airport. Außerdem durchquert eine Strecke der Canadian National Railway die Stadt.

## Persönlichkeiten

### Söhne und Töchter der Stadt
- Charles Edward Michener (1907–2004), Geologe
- Leonidas Alaoglu (1914–1981), Mathematiker
- Gordon Towers (1919–1999), Politiker
- Tom Pollock (1925–1994), Eishockeyspieler
- Marcia Parsons (* 1948), Eisschnellläufer
- Rodney Graham (1949–2022), bildender Künstler
- Sigmund Brouwer (* 1959), Science-Fiction- und Fantasyautor
- Blake Wesley (* 1959), Eishockeyspieler und -trainer
- Randy Moller (* 1963), Eishockeyspieler
- Mark Tinordi (* 1966), Eishockeyspieler
- Glen Wesley (* 1968), Eishockeyspieler
- Steven Elm (* 1975), Eisschnellläufer
- Pete Vandermeer (* 1975), Eishockeyspieler
- Chris Mason (* 1976), Eishockeyspieler
- Greg Leeb (* 1977), Eishockeyspieler
- Paul Manning (* 1979), Eishockeyspieler
- Brad Leeb (* 1979), Eishockeyspieler
- Matt Kinch (* 1980), Eishockeyspieler
- Shaun Sutter (* 1980), Eishockeyspieler
- Trent Hunter (* 1980), Eishockeyspieler
- Danielle Wotherspoon-Gregg (* 1980), Eisschnellläuferin
- Grant Albrecht (* 1981), Rennrodler
- Drew Goldsack (* 1981), Skilangläufer
- Zina Kocher (* 1982), Biathletin
- MacGregor Sharp (* 1985), Eishockeyspieler
- Chaim Schalk (* 1986), Volleyball- und Beachvolleyballspieler
- Daine Todd (* 1987), Eishockeyspieler
- Matthew Hayward (* 1989), Freestyle-Skier
- Paul Postma (* 1989), Eishockeyspieler
- Colton Sceviour (* 1989), Eishockeyspieler
- Matt Fraser (* 1990), Eishockeyspieler
- Justin Feser (* 1992), Eishockeyspieler
- Matthew Rowley (* 1993), Skispringer
- Tyler Chávez (* 1996), Eishockeyspieler
- Andrew Nielsen (* 1996), Eishockeyspieler
- Rachel Hyink (* 1998), Stabhochspringerin
- Rebecca Smith (* 2000), Schwimmerin
- Molly Simpson (* 2002), Radrennfahrerin

### Personen mit Beziehung zur Stadt
- Francis Peabody Sharp (1823–1903), Obstzüchter; betrieb in Red Deer eine Baumschule
- George Pearkes (1888–1984), Militär und Politiker; lebte nach seiner Einwanderung anfangs in Red Deer
- P. K. Page (1916–2010), Dichterin, Autorin und Künstlerin; lebte zeitweise in Red Deer
- Douglas Cardinal (* 1934), Architekt; errichtete hier die St. Mary’s Church

## Klima
Gemäß der Klimaklassifikation nach Köppen und Geiger wird das örtliche Klima als feucht, sommerwarmes Kontinentalklima (Dwb) eingestuft.
|                       | Jan   | Feb   | Mär   | Apr  | Mai  | Jun  | Jul  | Aug  | Sep  | Okt  | Nov   | Dez   |   |       |
| Mittl. Tagesmax. (°C) | −7,2  | −3,7  | 1,9   | 10,9 | 16,9 | 20,2 | 22,3 | 21,9 | 17,1 | 11,4 | 0,4   | −5,2  | ⌀ | 9     |
| Mittl. Tagesmin. (°C) | −19,1 | −16,2 | −10,1 | −2,6 | 2,8  | 7,1  | 8,8  | 7,8  | 2,6  | −3,2 | −11,2 | −17,0 | ⌀ | −4,1  |
|                       |       |       |       |      |      |      |      |      |      |      |       |       |   |       |
| Niederschlag (mm)     | 19,0  | 10,8  | 16,9  | 22,6 | 56,0 | 92,1 | 93,1 | 70,1 | 49,5 | 19,8 | 15,9  | 17,1  | Σ | 482,9 |
|                       |       |       |       |      |      |      |      |      |      |      |       |       |   |       |
| Regentage (d)         | 9,9   | 6,8   | 8,0   | 8,2  | 11,6 | 14,9 | 14,4 | 12,3 | 10,3 | 6,9  | 8,1   | 8,7   | Σ | 120,1 |

| −19,1 |

| −16,2 |

| −10,1 |

| −2,6 |

| 2,8 |

| 7,1 |

| 8,8 |

| 7,8 |

| 2,6 |

| −3,2 |

| −11,2 |

| −17,0 |

| −19,1 |

| −16,2 |

| −10,1 |

| −2,6 |

| 2,8 |

| 7,1 |

| 8,8 |

| 7,8 |

| 2,6 |

| −3,2 |

| −11,2 |

| −17,0 |